# Elliot-fácán

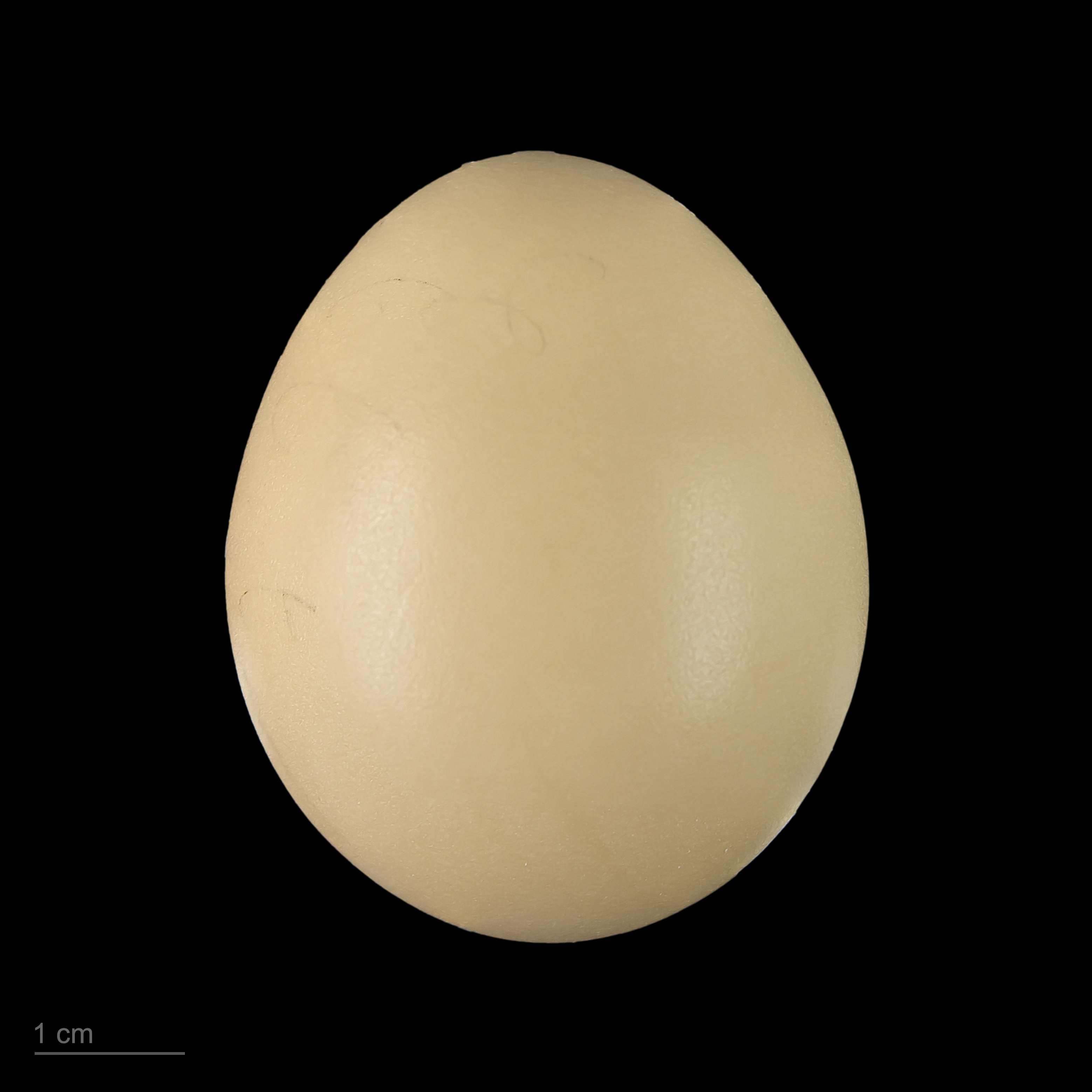
Syrmaticus ellioti

Az Elliot-fácán vagy fehérnyakú fácán (Syrmaticus ellioti) a madarak osztályának tyúkalakúak (Galliformes) rendjébe és a fácánfélék (Phasianidae) családjába tartozó faj.
Latin és angol nevét Daniel Giraud Elliot amerikai ornitológusról kapta.

## Előfordulása
Kína délkeleti részén honos. A természetes élőhelye fenyőkkel borított hegyi erdők.

## Megjelenése
Testhossza 80-90 centiméter. A hím testalja, nyaka és feje fehér, nyakán sötétkék sáv található. Háta fémes rozsdabarna színű. Farka jellegzetes rozsdabarna-fehér csíkozású. A tojó a fácánfajok többségéhez hasonlóan egyszínű, földbarna.
|  |  |

## Életmódja
Növényi részekkel, gyümölcsökkel, magvakkal és rovarokkal táplálkozik. Kisebb csapatokat alkot.

## Szaporodása
A hím násztáncot lejt a tojó elcsábítására, faroktollait szétteríti, pompás színű tollait mutogatja. Fészekalja 6-8 tojásból áll, melyet a földre, egyszerű gödörbe rak.